# BoundCon

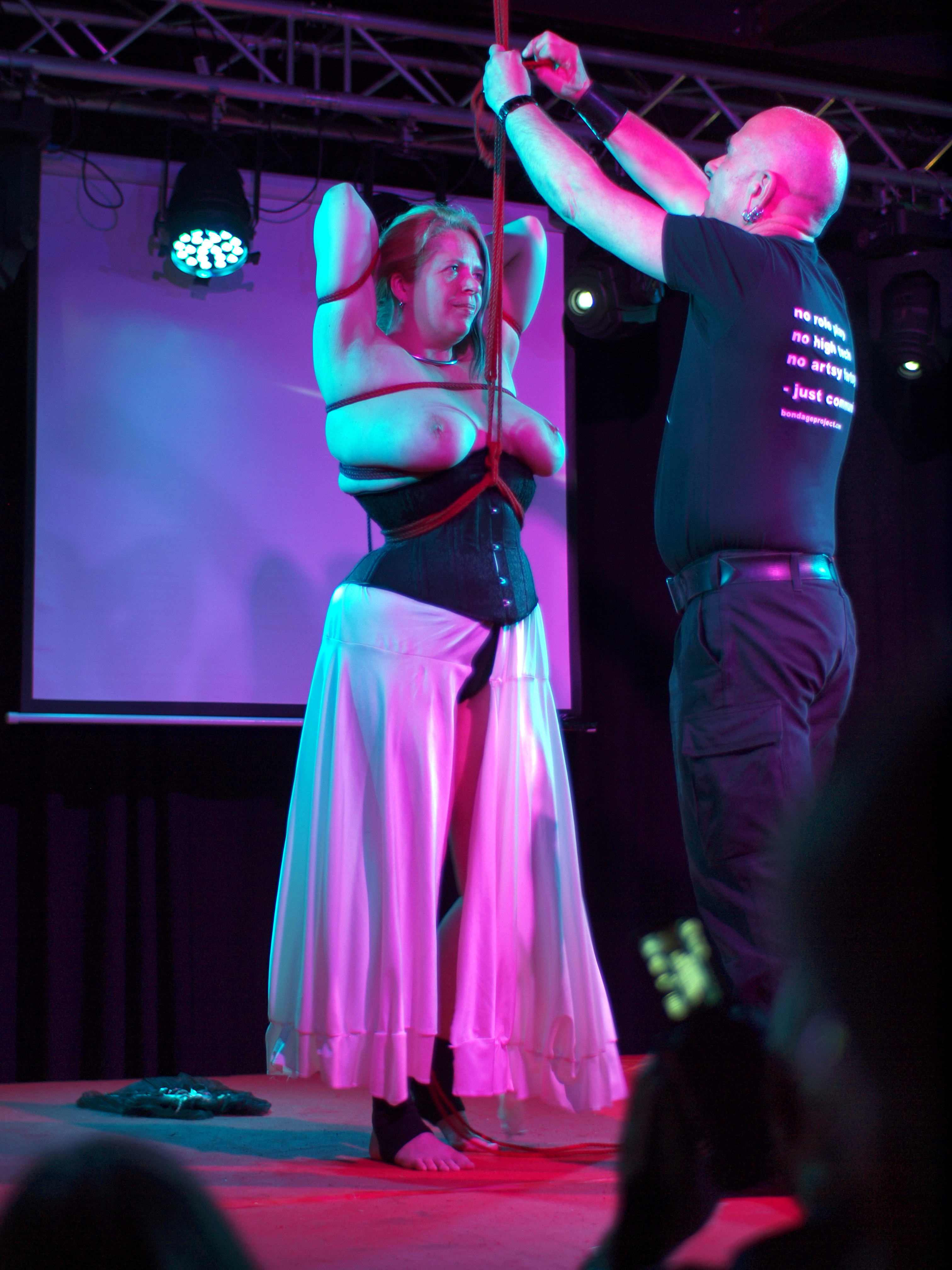
Matthias T. J. Grimme bei einer Bondage-Vorführung auf der BoundCon 2015

Die BoundCon ist eine jährliche Veranstaltung für die BDSM-, Fessel- und Fetisch-Szene in München. Die Kombination aus Messe, Show und Workshops findet seit 2004 über drei Tage an einem Wochenende im Mai statt und zieht jeweils rund 5000 Besucher an. Nach Presseberichten handelt es sich um die größte Veranstaltung ihrer Art in Europa.

## Entwicklung
Als Vorbilder der heutigen BoundCon in München gelten ähnliche Veranstaltungen in den USA, die zwischen 2000 und 2004 in Tampa, Florida, sowie unter dem Namen BondCon in New York City und Las Vegas stattgefunden haben. Der Gründer der Münchner Messe hatte die Veranstaltungen in Las Vegas besucht und fügte dem Namen zur Unterscheidung ein „u“ hinzu. Die erste Messe in München fand im Juni 2004 in der Kleinen Olympiahalle statt. Bis 2007 war die Kultfabrik, seit 2008 ist die Zenith-Halle in Freimann der Ausstellungsort.
Das Konzept setzt auf eine Kombination aus Messeständen mit Sexspielzeug und Fetisch-Bekleidung, öffentlichen Vorführungen, speziell für Fotografen inszenierte Vorführungen im VIP-Bereich und Workshops. Sowohl als Models wie als Rigger werden Szenegrößen aus Europa und Nordamerika eingeladen. Zu den regelmäßigen Performern gehört Matthias T. J. Grimme. Besucher können in Alltagskleidung oder Fetisch-Outfit kommen, gegenüber herkömmlichen Erotikmessen wird die Atmosphäre als „viel angenehmer“ bezeichnet. „Keine geifernden Typen, niemand versucht, einen anzugrapschen.“ Schon seit der ersten Messe findet jeweils am Samstag Abend eine BDSM-Play-Party statt. 
Seit 2016 wird zusätzlich im Herbst eine kleinere Veranstaltung unter dem Namen „BoundOne“ angeboten.